# H.C. Starck Tungsten
Die H.C. Starck Tungsten GmbH ist ein Hersteller von Wolfram-Pulver mit Sitz in Goslar.

## Geschichte
Die Geschichte der Firma H.C. Starck am Standort Goslar beginnt mit der 1807 in der Glockengießerstraße gegründeten Chemische Fabrik Gebr. Borchers AG, der ältesten chemischen Fabrik in Nordwestdeutschland. Das Familienunternehmen Borchers stellte Zinkvitriol, Kupfervitriol und Erdfarben her, bevor es 1889 unter anderem die Produktion von Wolframmetall und Wolframsäure aufnahm und 1896 seinen Standort in eine Fabrik verlegte, die Im Schleeke in Goslar-Oker neu gebaut worden war. Im Jahr 1935 erwarb das Handelsgeschäft für Metalle und Erze aus Berlin, das Hermann Carl Starck 1920 in Berlin gegründet hatte, eine Mehrheitsbeteiligung an der Gebr. Borchers AG, die fortan unter dem Namen H.C. Starck auftrat.
In den Jahren 1945 bis 1977 meldete die H.C. Starck GmbH, die neben dem Hauptsitz in Oker mittlerweile weitere Standorte in Deutschland, Amerika und Asien eröffnet hatte, ein Patent für die Herstellung hochreiner Tantal- und Niobmetallpulver an und baute ihr Zentrallabor weiter aus. Die Reduktionskapazitäten für Wolfram- und Molybdänmetallpulver wurden ausgebaut und umfassend modernisiert. 1986 übernahm der Bayer-Konzern die Mehrheit an der H.C. Starck. Nach den Übernahmen einiger internationaler Unternehmen und dem Ausbau der Produktionsbreite verkaufte Bayer im Jahr 2007 die H.C. Starck an ein Konsortium der Finanzinvestoren Advent International und Carlyle Group. Die Gruppe wurde daraufhin in Divisionen mit unternehmerisch eigenständigen GmbHs strukturiert mit dem Ziel, diese einzeln an strategische Investoren abzugeben.
Vor diesem Hintergrund verkauften die Eigentümer 2018 die Division Surface Technology and Ceramic Powders an die schwedische Höganäs AB, die Division Tantalum and Niobium an die japanische JX Nippon Mining & Metals Corporation und die Division Ceramics an die ebenfalls japanische Kyocera.
Das in der H.C. Starck Tungsten gebündelte weltweite Wolframgeschäft und den damit verbundenen Analysedienstleister ChemiLytics GmbH & Co. KG übernahm im Juni 2020 die vietnamesische Masan High-Tech Materials, eine Tochter der Masan Group, die zu den größten privaten Unternehmen des Landes gehört. Masan High-Tech Materials verfügt über eine eigene Mine mit den größten Wolframvorkommen außerhalb Chinas.
Auf der Hauptversammlung am 12. April 2021 wurde Hady Seyeda, Geschäftsführer der H.C. Starck Tungsten Powders, zusätzlich zum stellvertretenden Geschäftsführer der Masan High-Tech Materials ernannt.
Im Dezember 2024 wurde das Unternehmen von der japanischen Mitsubishi Materials Europe B.V., einer Tochter der Mitsubishi Materials Corporation Group, übernommen.

## Produktionsstätten
H.C. Starck Tungsten beschäftigt an drei Produktionsstandorten in Deutschland, Kanada und China sowie in Vertriebsbüros in den USA und Japan rund 550 Mitarbeiterinnen und Mitarbeiter. Die Firmenzentrale ist in Goslar angesiedelt. Weitere Produktionsstätten befinden sich im kanadischen Sarnia und in Ganzhou in der chinesischen Provinz Jiangxi. Ein erheblicher Teil des eingesetzten Rohstoffs wird aus dem Recycling von Metallschrotten gewonnen. Am größten Produktionsstandort Goslar, wo auch die Recyclingaktivitäten angesiedelt sind, beträgt dieser Anteil rund 80 Prozent.

## Produkte
Das Unternehmen entwickelt, produziert und vertreibt Pulver des Metalls Wolfram (engl.: tungsten) und dessen Verbindungen für Luft- und Raumfahrt, Medizintechnik, Chemie, Konstruktions- und Maschinenbau, Automotive sowie Öl- und Gasförderung. H.C. Starck hat zudem in den vergangenen Jahren ein eigenes, besonders effizientes Verfahren zum Recycling von Batterie-Schwarzmasse entwickelt, mit dem sich Lithium, Nickel, Kobalt und Mangan aus gebrauchten Lithium-Ionen-Batterien zurückgewinnen lassen. Derzeit wird darüber diskutiert, dieses Verfahren am Standort Goslar im industriellen Maßstab einzusetzen.